# Bernard Salanié
Bernard Salanié, né en 1962, est un économiste français.
Professeur à l'université Columbia et à l'ENSAE, il a également été administrateur de l'INSEE.
Il est spécialiste de l'économie publique, et il effectue des recherches en économétrie, et en économie des contrats.

## Biographie
Bernard Salanié est diplômé de l'École polytechnique (X 1981) et de l'ENSAE (promo 1986). Il est titulaire d'un doctorat en sciences économiques.
Soucieux de vulgarisation, il a tenu de façon active jusqu'en juillet 2007 un blog, l'économie sans tabou, très visité et qui, en 2006 avait été considéré par Le Monde comme un des 15 « blogs influents ».
Ses ouvrages comprennent des versions approfondies de ses cours à l'ENSAE et à l'École polytechnique, où il a enseigné de 2004 à 2007, et également des livres pour un public plus large.

## Publications
- Théorie des contrats, Economica, 1994
- Microéconomie, Economica, 1998
- Théorie économique de la fiscalité, Economica, 2002
- Institutions et emploi : Les femmes et le marché du travail en France, avec Guy Laroque, Economica, 2003
- L'économie sans tabou (préface d'Edmond Malinvaud), 2004.